# Castelo de Saint-Laurent-les-Tours
O Château de Saint-Laurent-les-Tours é um castelo em ruínas do século XI. Localizado na comuna de Saint-Laurent-les-Tours, no departamento de Lot no sudoeste da França.